# Ersk-Mats
Ersk-Mats, dialektalt Ers-Mars, är en gammal finngård i Hassela socken i Hälsingland. Gården är ett självhushåll och har egen vattenkvarn. Den anses representativ för hälsingegårdar byggda som ensamgårdar i skogen kring mitten av 1800-talet.
Traditionella julmarknader hålls årligen utan moderna inslag. Gården blev ett byggnadsminne 7 maj 2001.

## Historia
Enligt dendrologisk datering uppfördes gårdens äldsta byggnad vid 1770-talets slut. Gården uppfördes av ättlingar till Pekka Tarvanen som likt många andra finländare flyttade till området från Savolax strax före 1600 för att bedriva svedjebruk. Finländarna i området gifte sig huvudsakligen inom gruppen och språket hölls så levande. År 1777 gifte sig två avlägsna släktingar som bägge var ättlingar till Tarvanen, Eric Matsson och Karin Ericsdotter. I samband med giftermålet hade man börjat bygga gården som skulle få Matssons namn. Flera ytterligare byggnader uppfördes på gården under 1800-talets början, både av den grundande och nästkommande generation. Trots avstyckningar hade gården runt 700 hektar skog och såldes 1906 till Ströms bruk. Ägaren Erik Pålsson lyckades både få bra betalt och tillstånd att bo kvar på gården, samt en renovering bekostad utöver köpeskillingen. När Pålssons son som var den sista bofasta på gården gick bort 1961 gick kvarlåtenskapen på aktion och gården bommades igen. År 1970 skänktes den till kommunen av Iggesunds bruk. Med hjälp av medel från Riksantikvarieämbetet kunde man under 1980-talet restaurera byggnaderna och interiörerna, varefter man bildade en stiftelse för att bevara och visa upp Ersk-Mats som museigård.

## Hasselarunorna
I taket på Ersk-Matsgårdens drängkammare finns det ett hundratal runor, vilka liknar de runor som finns på Kensingtonstenen, och som kallas Hasselarunorna. Runorna har dechiffrerats av läraren Anna Björk och elever i en av hennes klasser på Arthur Engbergskolan i Hassela, ett arbete för vilket Anna Björk och eleverna tilldelats Riksantikvarieämbetets förtjänstmedalj för 2019.

## Galleri

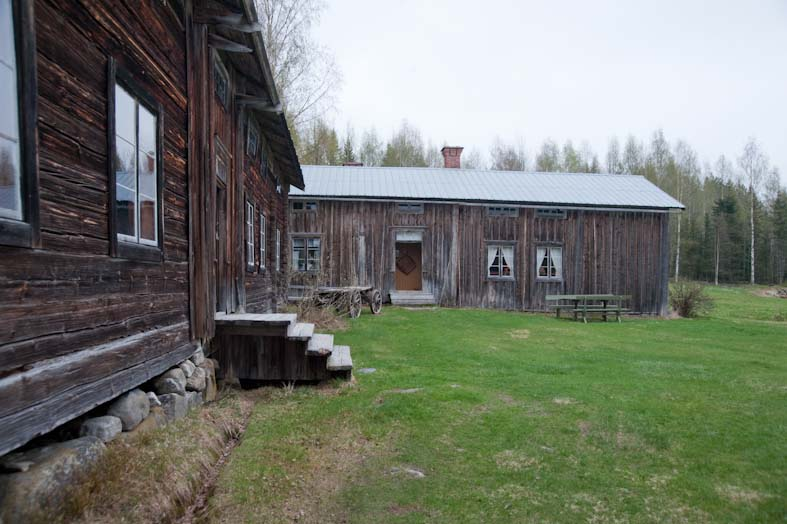
Exteriör, Boningshus, 2010. Huset närmast, nybyggnadsår 1774-76. Hus i fonden, nybyggnadsår 1810-11.
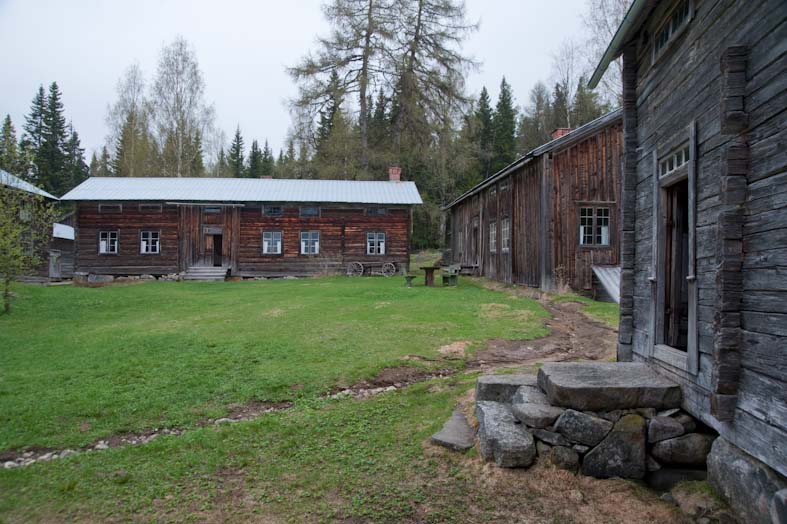
Boningshus, nybyggnadsår 1774-76, 2010.
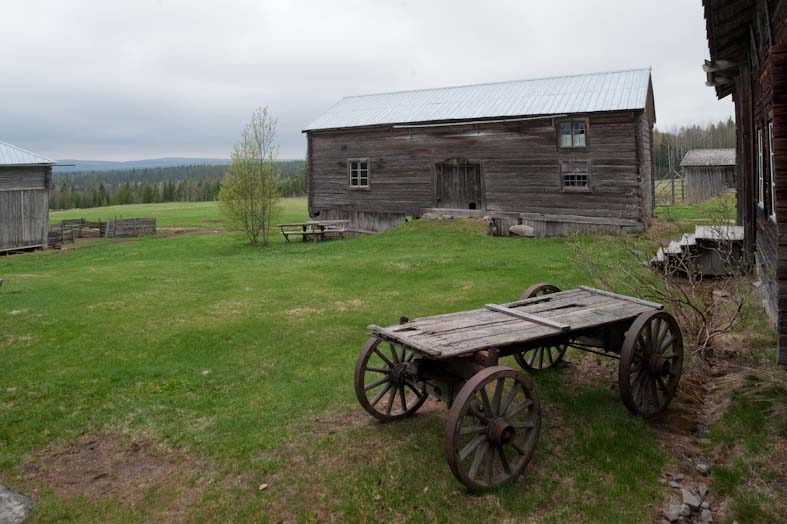
Stall, pigkammare och slaktbod, 2010.
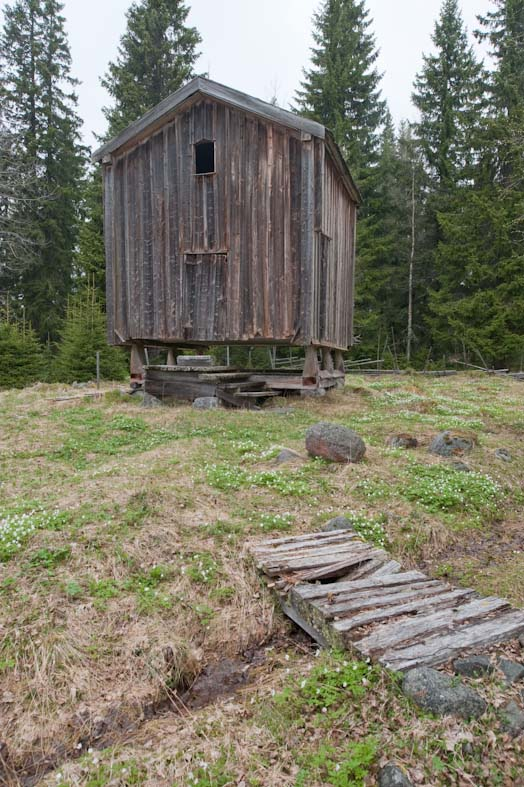
Härbre, 2010.
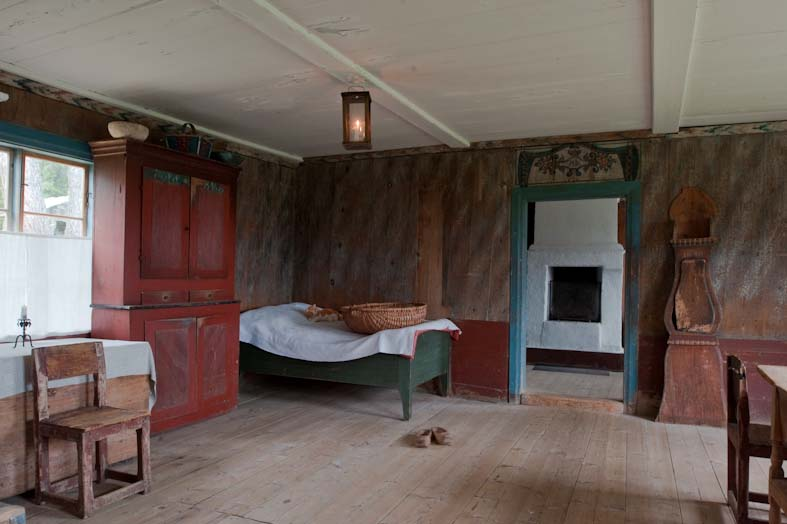
Interiör från boningshus "Norr på gården", 2010.
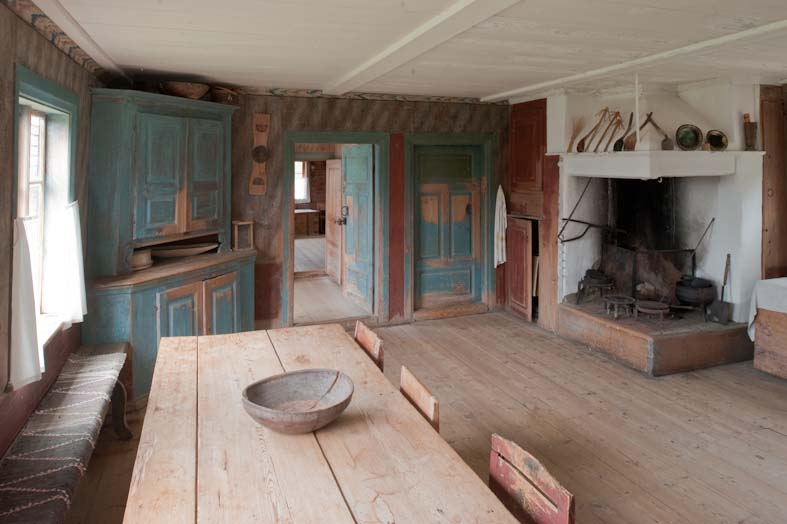
Interiör från boningshus "Norr på gården", 2010.
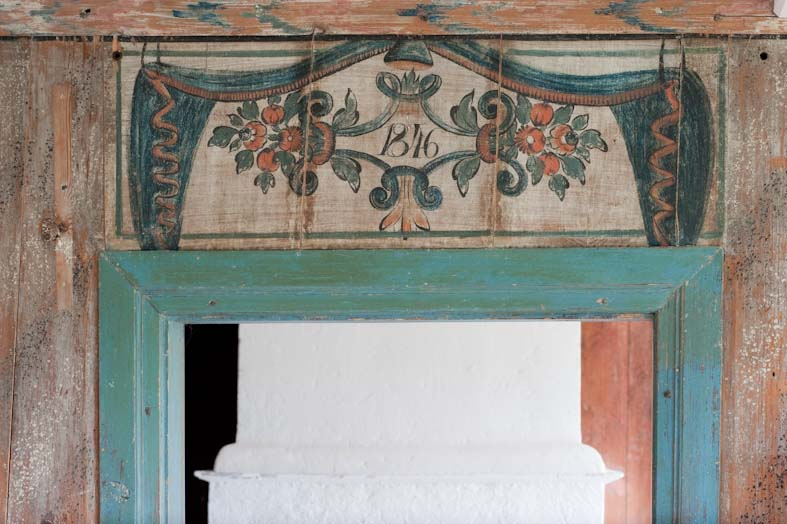
Interiör från boningshus "Norr på gården", dekorationsmåleri, 2010.